# Tongue Tied
Tongue Tied è un singolo del DJ statunitense Marshmello, del cantautore britannico Yungblud e del rapper statunitense Blackbear, pubblicato il 13 novembre 2019 sulle etichette Joytime Collective e Geffen Records.

## Video musicale
Il video musicale, reso disponibile in concomitanza con l'uscita del brano, è stato diretto da Christian Breslauer e girato a Los Angeles.

## Tracce
Testi e musiche di Dominic Harrison, Matthew Musto, Chris Greatti, Daniel James, Eric Leva, John Cunningham, Justin Tranter, Leah Haywood e Mike Crossey.
Download digitale
1. Tongue Tied – 3:06

Download digitale – Remixes
1. Tongue Tied (Duke & Jones Remix) – 3:02
2. Tongue Tied (PatrickReza Remix) – 3:09
3. Tongue Tied (Gentlemens Remix) – 4:08
4. Tongue Tied (HiGuys Remix) – 4:35
5. Tongue Tied (Near x Far Remix) – 3:10

## Formazione
Musicisti
- Yungblud – voce
- Blackbear – voce

Produzione
- Marshmello – produzione
- Mike Crossey – produzione vocale, ingegneria del suono
- John Hanes – ingegneria del suono
- Stephen Sesso – ingegneria del suono
- Chris Gehringer – mastering
- Șerban Ghenea – missaggio

## Classifiche
| Classifica (2019) | Posizione massima |
| ----------------- | ----------------- |
| Austria           | 70                |
| Belgio (Fiandre)  | 83                |
| Belgio (Vallonia) | 77                |
| Germania          | 100               |
| Grecia            | 95                |
| Irlanda           | 63                |
| Lettonia          | 85                |
| Lituania          | 63                |
| Regno Unito       | 62                |
| Repubblica Ceca   | 78                |
| Stati Uniti       | 114               |
| Ucraina           | 41                |